# El hombre muerto
El hombre muerto es un cuento escrito por el escritor Horacio Quiroga y publicado por primera vez el 27 de junio de 1920 en el diario porteño La Nación. Posteriormente, el cuento sería incluido en la colección Los desterrados, publicada en 1926. 

## Argumento
El cuento narra la agónica muerte de un hombre trabajador en el campo. La historia comienza cuando el protagonista, tras haber terminado de limpiar el camino de un bananal con su machete, decide descansar. Al cruzar un alambrado, su pie izquierdo resbala sobre una cáscara y, durante la caída, pierde de vista su machete. Al quedar tendido en el suelo, el hombre nota que ha caído de rodillas, dándose cuenta de que algo está mal. Al observar su cuerpo, ve de reojo la empuñadura y parte de la hoja del machete que se ha incrustado fatalmente en su abdomen.

## Estructura del cuento
La estructura del cuento sigue una progresión narrativa lineal, centrada en la experiencia subjetiva del protagonista. El relato inicia con una descripción de la vida cotidiana del hombre, hasta que sufre el accidente al tropezar con su machete. 
A partir de ese momento, la historia se enfoca en la agonía del personaje, quien, consciente de su situación, reflexiona sobre su vida mientras observa su entorno. El desarrollo del conflicto no radica en una lucha activa por la supervivencia, sino en la aceptación gradual e inevitable de su muerte, con una tensión que aumenta a medida que el protagonista comprende su destino. A pesar de estar cerca de su hogar y su familia, no logra pedir ayuda ni salvarse.

## Estilo literario
El relato de Quiroga sigue las características del resto de sus cuentos, presentando una influencia regionalista característica, observable en la ambientación física de la historia.

### Espacio y tiempo
El espacio donde se desarrolla el cuento se puede dividir en dos tipos tiempos:
- Tiempo exterior: es aquel en el cual transcurren los acontecimientos narrados. Todo el proceso se da en unos pocos minutos y el autor insiste en hacernos conocer el lapso de tiempo entre la catástrofe y el desenlace.

Ejemplo: "No han pasado dos segundos: el sol está exactamente a la misma altura; las sombras no han avanzado un milímetro"
- Tiempo interior: El tiempo interior es el ritmo de angustia que constituye casi la totalidad del relato, mucho más largo que el exterior por la agonía sufrida por el protagonista